# Dasyprocta variegata
El agutí rojizo o acutí rojizo (Dasyprocta variegata) es una especie de roedor histricomorfo del género Dasyprocta, ubicado en la familia de los dasipróctidos. Habita en selvas tropicales y subtropicales de áreas bajas y de montaña, en el centro-oeste de Sudamérica. 

## Taxonomía
Descripción original
Esta especie fue descrita originalmente en el año 1845 por el naturalista, lingüista y explorador suizo Johann Jakob von Tschudi, quien a mediados del siglo XIX se dedicó en profundidad al estudio de la fauna del Perú.
Características
Dasyprocta variegata presenta el pelaje de una uniforme coloración marrón-rojizo oscura.
Historia taxonómica y relaciones filogenéticas
Su validez como especie plena fue demostrada en el año 2018, sobre la base de un estudio en el cual se emplearon técnicas estadísticas multivariadas para realizar una aproximación morfológica, con énfasis en la anatomía craneana cuantitativa y patrones de coloración externa, lo que permitió separarla de D. punctata y de las otras especies del género Dasyprocta.

## Distribución y hábitat
Dasyprocta variegata se distribuye en la región occidental de la cuenca del Amazonas desde el centro del Perú (en el departamento de Junín) y el oeste de Brasil (drenajes del río Purús superior y del río Madeira) hasta Bolivia y las selvas de montaña o yungas del noroeste de la Argentina, en las provincias de Jujuy y Salta.